# Élections législatives de 1857 dans la Somme
Les élections législatives françaises de 1857 se déroulent les 21 juin et 5 juillet 1857. Dans le département de la Somme, cinq députés sont à élire dans le cadre de cinq circonscriptions.

## Contexte

### Députés sortants
| Circonscription                 | Nom                          |  | Parti        | Groupe              |
| ------------------------------- | ---------------------------- |  | ------------ | ------------------- |
| 1re circonscription (Amiens)    | Constant Allart              |  | Bonapartiste | Majorité dynastique |
| 2e circonscription (Abbeville)  | Prosper de Clermont-Tonnerre |  | Bonapartiste | Majorité dynastique |
| 3e circonscription (Péronne)    | Henri Conneau                |  | Bonapartiste | Majorité dynastique |
| 4e circonscription (Montdidier) | Théodore-Casimir Delamarre*  |  | Bonapartiste | Majorité dynastique |
| 5e circonscription (Doullens)   | Jean-Baptiste Randoing       |  | Bonapartiste | Majorité dynastique |

## Résultats

### Résultats au niveau départemental
| Parti          | Parti                 | Premier tour   | Premier tour | Sièges |
| Parti          | Parti                 | Voix           | %            | Sièges |
| -------------- | --------------------- | -------------- | ------------ | ------ |
|                | Candidats officiels   | 102 276        | 90,66        | 5      |
|                | Opposition orléaniste | 8 236          | 7,30         |        |
|                | Républicains          | 2 306          | 2,04         |        |
|                |                       |                |              |        |
| Inscrits       | Inscrits              | Inscrits       | 162 147      | 100,00 |
| Abstention     | Abstention            | Abstention     | 43 734       | 26,97  |
| Votants        | Votants               | Votants        | 118 413      | 73,03  |
| Blancs et nuls | Blancs et nuls        | Blancs et nuls | 5 595        | 4,72   |
| Exprimés       | Exprimés              | Exprimés       | 112 818      | 95,28  |

### 1recirconscription  (Amiens)
Député sortant : Constant Allart (Bonapartiste)
| Candidat       | Candidat         | Parti          | Premier tour | Premier tour |
| Candidat       | Candidat         | Parti          | Voix         | %            |
| -------------- | ---------------- | -------------- | ------------ | ------------ |
|                | Constant Allart* | Bonapartiste   | 22 370       | 73,09        |
|                | Louis Porion     | Orléaniste     | 8 236        | 26,91        |
|                |                  |                |              |              |
| Inscrits       | Inscrits         | Inscrits       | 44 009       | 100,00       |
| Abstention     | Abstention       | Abstention     | 12 922       | 29,36        |
| Votants        | Votants          | Votants        | 31 087       | 70,64        |
| Blancs et nuls | Blancs et nuls   | Blancs et nuls | 481          | 1,55         |
| Exprimés       | Exprimés         | Exprimés       | 30 606       | 98,45        |

Député élu : Constant Allartles Deux-Sèvres (Bonapartiste)

### 2ecirconscription  (Abbeville)
Député sortant : Prosper de Clermont-Tonnerre (Bonapartiste)
| Candidat       | Candidat                      | Parti          | Premier tour | Premier tour |
| Candidat       | Candidat                      | Parti          | Voix         | %            |
| -------------- | ----------------------------- | -------------- | ------------ | ------------ |
|                | Prosper de Clermont-Tonnerre* | Bonapartiste   | 17 148       | 100,00       |
|                |                               |                |              |              |
| Inscrits       | Inscrits                      | Inscrits       | 28 987       | 100,00       |
| Abstention     | Abstention                    | Abstention     | 11 649       | 40,19        |
| Votants        | Votants                       | Votants        | 17 338       | 59,81        |
| Blancs et nuls | Blancs et nuls                | Blancs et nuls | 190          | 1,10         |
| Exprimés       | Exprimés                      | Exprimés       | 17 148       | 98,90        |

Député élu : Prosper de Clermont-Tonnerre (Bonapartiste)

### 3ecirconscription  (Péronne)
Député sortant : Henri Conneau (Bonapartiste)
| Candidat       | Candidat       | Parti          | Premier tour | Premier tour |
| Candidat       | Candidat       | Parti          | Voix         | %            |
| -------------- | -------------- | -------------- | ------------ | ------------ |
|                | Henri Conneau* | Bonapartiste   | 16 557       | 87,78        |
|                | Ernest Hamel   | Républicain    | 2 306        | 12,22        |
|                |                |                |              |              |
| Inscrits       | Inscrits       | Inscrits       | 31 000       | 100,00       |
| Abstention     | Abstention     | Abstention     | 7 814        | 25,21        |
| Votants        | Votants        | Votants        | 23 186       | 74,79        |
| Blancs et nuls | Blancs et nuls | Blancs et nuls | 4 323        | 18,64        |
| Exprimés       | Exprimés       | Exprimés       | 18 863       | 81,36        |

Député élu : Henri Conneau (Bonapartiste)

### 4ecirconscription  (Montdidier)
Député sortant : Théodore-Casimir Delamarre (Bonapartiste)
| Candidat       | Candidat                    | Parti          | Premier tour | Premier tour |
| Candidat       | Candidat                    | Parti          | Voix         | %            |
| -------------- | --------------------------- | -------------- | ------------ | ------------ |
|                | Édouard de Morgan           | Bonapartiste   | 14 323       | 56,65        |
|                | Théodore-Casimir Delamarre* | Bonapartiste   | 10 961       | 43,35        |
|                |                             |                |              |              |
| Inscrits       | Inscrits                    | Inscrits       | 30 858       | 100,00       |
| Abstention     | Abstention                  | Abstention     | 5 478        | 17,75        |
| Votants        | Votants                     | Votants        | 25 380       | 82,25        |
| Blancs et nuls | Blancs et nuls              | Blancs et nuls | 96           | 0,38         |
| Exprimés       | Exprimés                    | Exprimés       | 25 284       | 99,62        |

Député élu : Édouard de Morgan (Bonapartiste)

### 5ecirconscription  (Doullens)
Député sortant : Jean-Baptiste Randoing (Bonapartiste)
| Candidat       | Candidat                | Parti          | Premier tour | Premier tour |
| Candidat       | Candidat                | Parti          | Voix         | %            |
| -------------- | ----------------------- | -------------- | ------------ | ------------ |
|                | Jean-Baptiste Randoing* | Bonapartiste   | 20 917       | 100,00       |
|                |                         |                |              |              |
| Inscrits       | Inscrits                | Inscrits       | 27 293       | 100,00       |
| Abstention     | Abstention              | Abstention     | 5 871        | 21,51        |
| Votants        | Votants                 | Votants        | 21 422       | 78,49        |
| Blancs et nuls | Blancs et nuls          | Blancs et nuls | 505          | 2,36         |
| Exprimés       | Exprimés                | Exprimés       | 20 917       | 97,64        |

Député élu : Jean-Baptiste Randoing (Bonapartiste)

### Élus
| Circonscription                 | Nom                          |  | Parti        | Groupe              |
| ------------------------------- | ---------------------------- |  | ------------ | ------------------- |
| 1re circonscription (Amiens)    | Constant Allart              |  | Bonapartiste | Majorité dynastique |
| 2e circonscription (Abbeville)  | Prosper de Clermont-Tonnerre |  | Bonapartiste | Majorité dynastique |
| 3e circonscription (Péronne)    | Henri Conneau                |  | Bonapartiste | Majorité dynastique |
| 4e circonscription (Montdidier) | Édouard de Morgan            |  | Bonapartiste | Majorité dynastique |
| 5e circonscription (Doullens)   | Jean-Baptiste Randoing       |  | Bonapartiste | Majorité dynastique |